# Камський (Верхньокамський район)
Ка́мський (рос. Камский) — селище у складі Верхньокамського району Кіровської області, Росія. Адміністративний центр Камського сільського поселення.

## Населення
Населення становить 424 особи (2010, 717 у 2002).
Національний склад станом на 2002 рік — росіяни 95 %.

## Історія
Селище було засноване 1946 року як лісопункт Кайського ліспромгоспу. 1951 року тут був відкритий Перевинський ліспромгосп. 1952 року селище стало центром сільради, тут були збудовані неповна середня школа, клуб та бібліотека. Найбільшого розквіту селище набуло у кінці 1960-х років, тоді тут проживало до 2,5 тисячі осіб. Були збудовані електростанція, нова школа, стадіон, лікарня, поліклініка та аеропорт. У 1980-х роках селище почало занепадати, аеропорт закритий.